# How the Tramps Tricked the Motorist
How the Tramps Tricked the Motorist è un cortometraggio muto del 1905 diretto da Lewin Fitzhamon.

## Trama
Tre vagabondi usano uno spaventapasseri per farlo sembrare un uomo che è stato investito da un'automobile.

## Produzione
Il film fu prodotto dalla Hepworth.

## Distribuzione
Distribuito dalla Hepworth, il film - un cortometraggio della lunghezza di 83,8 metri - uscì nelle sale cinematografiche britanniche nel settembre 1905. Non si hanno altre notizie del film che si ritiene perduto, forse distrutto nel 1924 quando il produttore Cecil M. Hepworth, ormai fallito, cercò di recuperare l'argento del nitrato fondendo le pellicole.